# Alison Inverarity
Alison Inverarity, född 12 augusti 1970, är en australisk friidrottare. Hon deltog vid olympiska sommarspelen 1992, olympiska sommarspelen 1996 och olympiska sommarspelen 2000.